# J. Hamilton Lewis
J. Hamilton Lewis (Danville, 1863. május 18. – Washington, 1939. április 9.) az Amerikai Egyesült Államok szenátora (Illinois, 1913–1919 és 1931–1939).